# Mount Lester Pearson
Mount Lester Pearson är ett berg i Kanada.   Det ligger i provinsen British Columbia, i den centrala delen av landet, 3 200 km väster om huvudstaden Ottawa. Toppen på Mount Lester Pearson är 3 086 meter över havet. Mount Lester Pearson ingår i Cariboo Mountains.
Terrängen runt Mount Lester Pearson är huvudsakligen bergig, men österut är den kuperad.Trakten runt Mount Lester Pearson är nära nog obefolkad, med mindre än två invånare per kvadratkilometer.. Det finns inga samhällen i närheten. 
Trakten runt Mount Lester Pearson är permanent täckt av is och snö.